# Kanton Albertville-Sud
Kanton Albertville-Sud is een voormalig kanton van het Franse departement Savoie. Kanton Albertville-Sud maakte deel uit van het arrondissement Albertville en telde 17.828 inwoners in 1999. Het werd opgeheven bij decreet van 27 februari 2014 met uitwerking op 22 maart 2015.

## Gemeenten
Het kanton Albertville-Sud omvatte de volgende gemeenten:
- Albertville (deels, hoofdplaats)
- Cevins
- Esserts-Blay
- Gilly-sur-Isère
- Grignon
- La Bâthie
- Monthion
- Rognaix
- Saint-Paul-sur-Isère
- Tours-en-Savoie